# Tayfun
Tayfun (рус. Тайфун) — турецкая баллистическая ракета малой дальности, разработанная на базе «Bora» турецкой государственной компанией Roketsan.
О существовании и разработке данной ракеты стало известно лишь в октябре 2022 года, после ее первого испытания, завершившегося успехом.
Точные тактико-технические характеристики ракеты держатся в секрете. Компания Roketsan также не опубликовала никакой информации о реальных ТТХ.
Ракета принята на вооружение в октябре 2023 года в ВС Турции.

## История
Турция начала разработку и финансирование проектов собственного ВПК в 90е годы, после развала СССР и ухудшения отношений со своими бывшими союзниками в НАТО — США и странами Европы.
Опасаясь того, что бывшие союзники могут превратиться в злейших врагов, правительство Турции начало финансировать и развивать собственный ВПК. Особое внимание уделялось ракетным системам.
Попытки получить ракетные технологии из США и Европы не увенчались успехом. Турция, тесно сотрудничащая с Пакистаном еще с 70-80х годов прошлого столетия, решила начать более тесное сотрудничество и с Китаем, который передал Турции технологии, устаревших на тот момент, ракет B-611.
Используя переданные технологии и проведя собственные исследования, компания Roketsan разработала первую турецкую тактическую баллистическую ракету J-600T Yıldırım, поступившую на вооружение ВС Турции в 2001 году. Ракета J-600T была улучшенной версией китайской B-611, однако, имела ограниченную дальность полета в 150 км и использовала в качестве системы наведения лишь INS.
Правительство Турции начало проводить активную политику по развитию собственного ВПК, вкладывая крупные суммы денег на исследовательские проекты. Одним из них стал проект по усовершенствованию ракеты J-600T. Roketsan начал разработку совершенно новой ракеты, которая должна была стать развитием J-600T.
Разработка началась в 2009 году и закончилась в 2017. Основной целью было не только разработать совершенно новую ракету, но также и получить опыт в разработке собственных ракетных систем. Новая ракета Bora прошла окончательные тесты в 2017 году и была представлена на выставке IDEX-2017 В ОАЭ.
Существенным улучшением стало увеличение дальности до 280 км, возможность использования как GPS / ГЛОНАСС вместе с INS(на разных участках траектории), так и лишь INS, а также заметное уменьшение CEP до 10 метров.
Дальнейших планов по разработке ракетных вооружений правительством Турции озвучено не было. Лишь в октябре 2022 года было объявлено о существовании и разработке еще одной ракеты, которая, судя по имеющейся информации, является продолжением ракеты Bora.
В результате испытаний новой баллистической ракеты, именующейся как Tayfun, ракета пролетела 561 км из Ризе до побережья Синопа. Испытание прошло успешно.

Дальность полета ракеты «Тайфун» была заявлена равной 560 км, но мы не находим даже 560 достаточными. У меня была встреча на прошлой неделе. Я спросил, какова окончательная ситуация. Сказали, что мы преодолеем [на «Тайфуне»] 1 тыс. км— заявил Эрдоган
23 мая 2023 года был произведен второй тестовый запуск баллистической ракеты Tayfun. Запуск был успешным.
Уже 29 мая 2023 года стало известно, что ракета Tayfun будет запущена в серийное производство и начнутся поставки в ВС Турции.

## Описание
В силу того, что информации о тактико-технических характеристиках данной ракеты в открытых официальных источниках не имеется, невозможно точно сказать о реальных возможностях данных БРМД. Достоверно известно, что ракета может преодолеть расстояние в 561 км.
Имеются основания считать, что ракета Tayfun является продолжением Bora. Получив опыт в разработке баллистических ракет J-600T и Bora, Турция вполне способна разработать баллистические ракеты и с большей дальностью, нежели 560 км. Имеются предположения, что расстояние в 1000 км способна преодолеть новая разрабатываемая турецкая баллистическая ракета Cenk, являющаяся продолжением ракеты Tayfun.

## ТТХ
- Максимальная дальность: 561 км (возможно больше)
- Вид топлива: многокомпонентное твердое
- Максимальная скорость: возможно 5+М (делается вывод на основе того, что Bora способна достигать таких скоростей)